# FIFA World Player of the Year 1997

Ronaldo, vincitore del FIFA World Player 1997.

L'edizione 1997 del FIFA World Player, 7ª edizione del premio calcistico istituito dalla FIFA, fu vinta dal brasiliano Ronaldo (Barcellona / Inter).
A votare furono 121 commissari tecnici di altrettante Nazionali.